# Turnera rosulata
Turnera rosulata är en passionsblomsväxtart som beskrevs av Arbo. Turnera rosulata ingår i släktet Turnera och familjen passionsblomsväxter. Inga underarter finns listade i Catalogue of Life.